# Alf Grandien

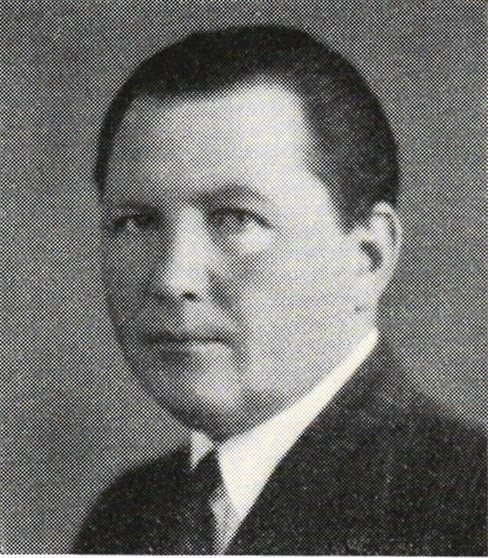
Alf Grandien

Alf Grandien, född 11 juli 1887 i Söderhamns församling, Gävleborgs län, död 14 januari 1966 i Storkyrkoförsamlingen, Stockholm
, var en svensk redaktör. Han var son till Rudolf och Aurore Grandien och far till Bo Grandien. 
Grandien tog studentexamen i Hudiksvall 1905 och filosofie kandidat 1911. Efter att tidvis ha varit medarbetare i Söderhamns Tidning blev han medarbetare i Stockholms Dagblad 1917, i Svenska Dagbladet 1923–1952. Han var ledamot av Stockholms stadsfullmäktige 1942–1957 (ordförande i högergruppen 1947–1956), ledamot av stadskollegiet (vice ordförande 1950–1956), av drätselnämnden 1944–1954 (vice ordförande 1944–1946), av AB Stockholms Spårvägars styrelse 1944–1959, av Svenska stadsförbundet 1948–1957 och av Storstockholmsdelegationen 1955–1957. Grandien är begravd på Solna kyrkogård.

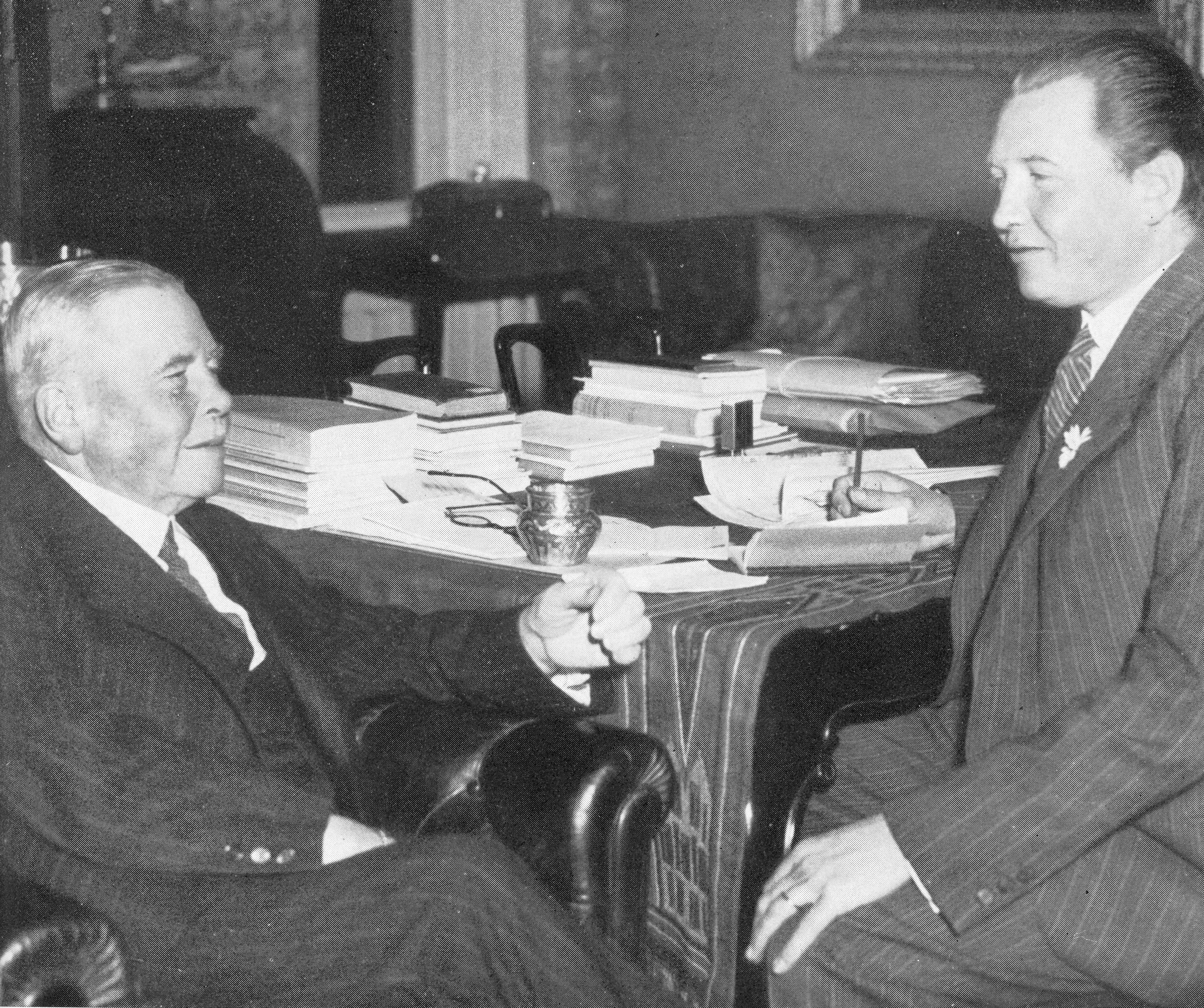
Arvid Lindman intervjuas av Alf Grandien.